# Jamaica en los Juegos Olímpicos de Tokio 1964
Jamaica estuvo representada en los Juegos Olímpicos de Tokio 1964 por un total de 21 deportistas que compitieron en 4 deportes.  
El equipo olímpico jamaicano no obtuvo ninguna medalla en estos Juegos.